# Justina Vail

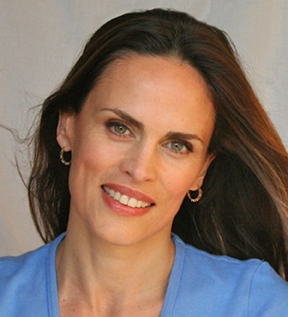
Justina Vail

Justina Vail (* 20. August 1963 in Kuala Lumpur, Malaysia) ist eine Schauspielerin, die kleinere Rollen in verschiedenen Fernsehserien und -filmen spielte. Ihre bekannteste Rolle war die der Dr. Olga Vukavitch in Seven Days – Das Tor zur Zeit.

## Leben
Sie wurde 1963 in Malaysia von britischen Eltern geboren. Mit ihrer Mutter, einer Künstlerin, und ihrem Vater, einem Bauingenieur, zog sie, als sie neun Jahre alt war, nach Hongkong und anschließend nach England.
Inspiriert von ihrer Mutter, wollte sie zunächst Malerin werden, doch während ihrer Zeit in Hongkong spielte sie für eine kleine Rolle einer europäischen Firma vor. Zu ihrer Überraschung bekam sie die Rolle und verfolgte nun eine Karriere als Schauspielerin. Sie ist mit Jeff Evans, einem Assistenzarzt, verheiratet und lebt in Kalifornien.
Ihre schauspielerische Karriere unterbrach sie 2001 und arbeitete als Personal Power Coach, bis sie 2009 zur Schauspielerei zurückkehrte, sie spielte für sechs Folgen in der US-Serie General Hospital und darauf in Cold Case.

## Filmografie
- 1984: Cold Room – Kalter Hauch der Vergangenheit (The Cold Room, Fernsehfilm)
- 1990: Yellowthread Street (Fernsehserie, eine Folge)
- 1990: Jenseits der Schatten (Shadow of China)
- 1991: Super Force (Fernsehserie, eine Folge)
- 1991–1992: Superboy (Fernsehserie, vier Folgen)
- 1992: Der Polizeichef (The Commish, Fernsehserie, eine Folge)
- 1993: Gefährliche Reise zum Mittelpunkt der Erde (Journey to the Center of the Earth, Fernsehfilm)
- 1994: Akte X – Die unheimlichen Fälle des FBI (The X-Files, Fernsehserie, eine Folge)
- 1995: Heißes Pflaster Hawaii (Marker, Fernsehserie, eine Folge)
- 1996: Naked Souls
- 1996: Seinfeld (Fernsehserie, eine Folge)
- 1996: Angriff aus dem Dunkeln (Carnosaur 3: Primal Species)
- 1996: Jerry Maguire – Spiel des Lebens (Jerry Maguire)
- 1997: Pacific Blue – Die Strandpolizei (Pacific Blue, Fernsehserie, eine Folge)
- 1997: Susan (Suddenly Susan, Fernsehserie, eine Folge)
- 1997: … denn zum Küssen sind sie da (Kiss the Girls)
- 1997: Highlander (Fernsehserie, eine Folge)
- 1998: Conan, der Abenteurer (Conan, Fernsehserie, eine Folge)
- 1998–2001: Seven Days – Das Tor zur Zeit (Seven Days, Fernsehserie, 66 Folgen)
- 2009: General Hospital (Fernsehserie, sechs Folgen)
- 2010: Cold Case – Kein Opfer ist je vergessen (Cold Case, Fernsehserie, eine Folge)